# Club Almirante Brown
Il Club Almirante Brown, o semplicemente Almirante Brown, è una società polisportiva argentina della città di San Justo, nel partido di La Matanza, nell'area metropolitana della Grande Buenos Aires. Le strutture sportive del club, così come lo stadio Fragata Presidente Sarmiento sono invece situate nella vicina località di Isidro Casanova, situata all'interno del medesimo partido. La sezione calcistica milita nella Primera B Nacional, la seconda divisione del calcio argentino.
Accanto a quella calcistica, il club possiede sezioni di pallacanestro, hockey, pattinaggio, nuoto e calcio a 5.

## Storia
Il club venne fondato il 17 gennaio 1922 con il nome Centro Atlético y Recreativo Almirante Brown, per poi assumere l'attuale denominazione nel 1967. Il nome è un omaggio all'ammiraglio William Brown, capo della Marina argentina durante la guerra d'indipendenza.
Dopo aver trascorso gran parte della propria storia nelle divisioni inferiori del calcio argentino, militò in seconda serie, la Primera B Nacional, dal 1986 al 1998. Il miglior risultato fu il secondo posto del 1992 che gli offrì l'opportunità di giocare uno spareggio per accedere in massima serie contro il San Martín de Tucumán, da cui però uscì sconfitto.
Nel 2007 vince la Primera B Metropolitana superando l'Estudiantes Buenos Aires in un incontro caratterizzato dalle intemperanze dei tifosi, il che costringe el Mirasol a disputare il successivo torneo di Primera B Nacional con una penalizzazione di 18 punti, determinante nell'immediato ritorno in terza serie del club giallonero.
Torna in seconda serie nel 2010, dopo aver vinto nuovamente la Primera B Metropolitana.

## Rivalità
Le principali rivalità sportive dell'Almirante Brown sono quelle con il Nueva Chicago, squadra del vicino barrio porteño di Mataderos, con il Club Deportivo Morón e con il Deportivo Laferrere.

## Palmarès

### Competizioni nazionali
- Primera D: 1

1956
- Primera C Metropolitana: 1

1965
- Torneo Argentino B: 1

1995-1996
- Primera B Metropolitana: 3

2006-2007, 2009-2010, 2020

### Altri piazzamenti
- Primera B Nacional:

Terzo posto: 1991-1992

## Rosa 2021-2022
| N. |                      | Ruolo | Calciatore       |
| -- | -------------------- | ----- | ---------------- |
|    | Argentina (bandiera) | C     | José Luis García |
|    | Argentina (bandiera) | C     | Diego García     |
|    | Argentina (bandiera) | A     | Cristian Chávez  |
|    | Argentina (bandiera) | C     | Marcelo Vega     |
|    | Argentina (bandiera) | D     | Cristian Varela  |
|    | Argentina (bandiera) | A     | Martín Giménez   |
|    | Argentina (bandiera) | D     | Rodrigo Alonso   |
|    | Argentina (bandiera) | C     | Leandro Guzmán   |
|    | Argentina (bandiera) | D     | Luis Arias       |
|    | Argentina (bandiera) | C     | Joaquín Ibáñez   |
|    | Argentina (bandiera) | P     | Fernando Lugo    |
|    | Argentina (bandiera) | P     | Ramiro Martínez  |
|    | Argentina (bandiera) | D     | Milton Ramos     |
|    | Argentina (bandiera) | D     | Alberto Martínez |
|    | Argentina (bandiera) | C     | Facundo Mater    |

| N. |                      | Ruolo | Calciatore         |
| -- | -------------------- | ----- | ------------------ |
|    | Argentina (bandiera) | A     | Santiago Vera      |
|    | Argentina (bandiera) | A     | Martín Batallini   |
|    | Argentina (bandiera) | C     | Nicolás Del Priore |
|    | Argentina (bandiera) | A     | Álvaro López       |
|    | Paraguay (bandiera)  | A     | Wilson Chimeli     |
|    | Argentina (bandiera) | D     | Facundo Miño       |
|    | Argentina (bandiera) | C     | Rodrigo Vélez      |
|    | Argentina (bandiera) | D     | Agustín Dáttola    |
|    | Argentina (bandiera) | D     | Alan Barrionuevo   |
|    | Paraguay (bandiera)  | P     | Manuel Peralta     |
|    | Argentina (bandiera) | A     | Nicolás Luján      |
|    | Argentina (bandiera) | C     | Cristian Canán     |
|    | Argentina (bandiera) | D     | Maximiliano Zelaya |
|    | Argentina (bandiera) | C     | Guillermo Ocampo   |
|    | Argentina (bandiera) | D     | Mariano Arango     |

## Rosa 2016-2017
| N. |                      | Ruolo | Calciatore          |
| -- | -------------------- | ----- | ------------------- |
|    | Argentina (bandiera) | P     | Pablo Migliore      |
|    | Argentina (bandiera) | P     | Ariel Barros        |
|    | Argentina (bandiera) | P     | Joaquín Mattalia    |
|    | Argentina (bandiera) | D     | Facundo Talín       |
|    | Colombia (bandiera)  | D     | Josimar Mosquera    |
|    | Argentina (bandiera) | D     | Jorge Serrano       |
|    | Argentina (bandiera) | D     | Facundo Gómez       |
|    | Argentina (bandiera) | D     | Iván Fassione       |
|    | Argentina (bandiera) | D     | Blas Garcia Montero |
|    | Argentina (bandiera) | D     | Oscar Alejo Núñez   |
|    | Argentina (bandiera) | D     | Brian Machuca       |
|    | Argentina (bandiera) | D     | Juan Maidana        |
|    | Argentina (bandiera) | C     | Maximiliano Serrano |

| N. |                      | Ruolo | Calciatore         |
| -- | -------------------- | ----- | ------------------ |
|    | Argentina (bandiera) | C     | Rulo Romero        |
|    | Argentina (bandiera) | C     | Marcelo Vega       |
|    | Argentina (bandiera) | C     | Guillermo Ocampo   |
|    | Argentina (bandiera) | C     | Cristian Canan     |
|    | Argentina (bandiera) | C     | Sebastian Carruega |
|    | Argentina (bandiera) | C     | Fernando Vega      |
|    | Argentina (bandiera) | C     | Leonardo Heredia   |
|    | Argentina (bandiera) | C     | Cristian Fernández |
|    | Argentina (bandiera) | A     | Ignacio Colombini  |
|    | Argentina (bandiera) | A     | Sebastián Matos    |
|    | Argentina (bandiera) | A     | Alan Seguel        |
|    | Argentina (bandiera) | A     | Lucas Pires        |
|    | Argentina (bandiera) | A     | Lucas Jaimes       |

## Rose delle stagioni precedenti
- 2012-2013